# Эллиот, Джеймс
Джеймс Эллиот (англ. James L. Elliot; 17 июня 1943 — 3 марта 2011) — американский астроном, открыл кольцевую систему Урана и атмосферу Плутона.

## Биография
Эллиот окончил Массачусетский технологический институт (MIT) в 1965 и получил степень PhD в области астрономии в 1972 году в Гарвардском университете. Эллиот работал много лет в Массачусетском технологическом институте.
Ученый был одним из первых, кто начал активно использовать технику наблюдения, основанную на регистрации изменения яркости далеких звезд (точнее, их кратковременное исчезновение) при прохождении по их диску планет. Этот метод требует очень аккуратных и постоянных наблюдений — несмотря на то, что ученые проводят предварительные расчеты, точное время «встречи» планеты и звезды неизвестный. Кольца Урана Эллиот обнаружил в 1977 году, используя именно этот метод. Кольцевая система седьмой планеты Солнечной системы значительно меньше, чем кольца Сатурна — Уран окружен несколькими кольцами толщиной до километра. Диаметр составляющих их частиц варьируется от долей миллиметра до десяти метров. Сначала Эллиот не искал кольца — он и его коллеги намеревались исследовать другие характеристики планеты. Чтобы не пропустить момент прохода, ученые начали наблюдать Уран заранее, и незадолго до планируемого времени «встречи» звезда, на фоне которой должна была пройти планета, несколько раз исчезла. После момента транзита звезда снова несколько раз исчезла. Причиной «подмигивание» светила оказались кольца Урана.
Существует определенная дискуссия, кто открыл кольца Урана, Эллиот или Уильям Гершель в своем обзоре 1797 года. Однако, похоже научный консенсус склоняется в сторону Эллиота как первооткрывателя.
В 1988 году Эллиот обнаружил атмосферу Плутона — при проходе планеты на фоне звезды последняя исчезала не резко, а постепенно. Такая динамика указывает, что планета окружена газовой оболочкой.
В последние годы Эллиот вместе с коллегами изучал пояс Койпера — область космического пространства за орбитой Нептуна, в которой содержится множество астероидов и карликовых планет.
Ученый умер от рака 3 марта 2011 года.
7 сентября 2017 года в честь Эллиота назван кратер на Плутоне.